# Spondylosium pulchrum
Spondylosium pulchrum là một loài Song tinh tảo trong họ Desmidiaceae, thuộc chi Spondylosium.